# Phare du port de Mariel
Le phare du port de Mariel (en espagnol : Faro de Puerto del Mariel Frias) est un phare actif situé à l'entrée du port de Mariel, dans la province d'Artemisa à Cuba.

## Histoire
La station de signalisation maritime a été établie en 1902 du côté est de l'entrée du port.
Le phare actuel marque le côté ouest de l'entrée, à environ 40 km à l'ouest de La Havane.

## Description
Ce phare est une tour métallique à claire-voie, avec une galerie et une haute lanterne de 31 m de haut. Il émet, à une hauteur focale de 41 m, un éclat blanc de 2 secondes par période de 12 secondes. Sa portée est de 11 milles nautiques (environ 20 km).
Identifiant : ARLHS : CUB-036 ; CU-0072 - Amirauté : J4846 - NGA : 110-12552 .

### Lien connexe
- Liste des phares de Cuba